# Basses d'Estany Roi
Les Basses d'Estany Roi són unes petites llacunes que es troben al terme municipal de la Vall de Boí, a la comarca de l'Alta Ribagorça, i dins la zona perifèrica del Parc Nacional d'Aigüestortes i Estany de Sant Maurici.
Les llacunes es troben a llevant de l'Estany Roi; situades, d'est a oest, a 2.258, 2.288 i 2.296 metres d'altitud. La més occidental és subsidiària del Barranc d'Estany Roi, les dues orientals ho són del Barranc de Llubriqueto.

## Rutes[4]
Des del Pla de la Cabana de la Vall de Llubriqueto, travessant la Pleta del Pi i pujant pel Barranc d'Estany Roi